# Lago Herăstrău
Il lago Herăstrău (in romeno: lacul Herăstrău) è un lago artificiale, situato a nord di Bucarest, sviluppatosi dal fiume Colentina, nell'area in cui attraversa i confini della città, tra il lago Băneasa a monte e il lago Floreasca a valle.

## Etimologia
Il nome Lago Herăstrău deriva dalla forma popolare del termine "sega" (fierăstrău); nei pressi dello stagno acquistato da Șerban Cantacuzino fu installata una segheria per il taglio della legna grazie allo scorrere del fiume Colentina. Questa segheria ha permesso di modellare il legno da costruzione per gli edifici della capitale.

## Storia
Il lago si è sviluppato prosciugando, tra il 1930 e il 1935, una torbiera situata al confine con Bucarest.
Il lago è alimentato dalla Colentina e dispone di strutture per lo sport e il tempo libero.

## Descrizione
Il lago si trova nel Parco Herăstrău che occupa un'area di quasi 110 ettari.